# Typ Peenestrom
Der Typ Peenestrom ist ein in Serie gebauter Küstenmotorschiffstyp der Peene-Werft in Wolgast.

## Geschichte
Auf der Leipziger Frühjahrsmesse 1990 gab die Sun Ship Schiffahrtskontor KG des Emder Reeders Manfred Lauterjung im Auftrag von 14 Reedergesellschaften den Bau von insgesamt 14 Nachbauten des Schiffstyps Isartal nach dem Entwurf der Papenburger Schiffswerft Hermann Sürken bei der Peenewerft in Auftrag. Abgeliefert wurde vom 2. Halbjahr 1992 bis Mitte der 1990er Jahre. Der Auftrag leitete eine Neuausrichtung des Produktionsprogramms nach der Privatisierung ein und war, gemessen an der Anzahl, eine der erfolgreichsten Serien der Werft.
Eingesetzt werden die Schiffe vorwiegend in der Massen- und Stückgutfahrt sowie in der Holz- und Papierproduktefahrt auf Trampdiensten der kleinen und mittleren Fahrt.

## Technik
Angetrieben werden die meisten Schiffe der Baureihe von einem Vier-Takt-Dieselmotor des Herstellers Klöckner-Humboldt-Deutz, der über ein Untersetzungsgetriebe auf einen Verstellpropeller wirkt. Ein Wellengenerator ist nicht verbaut. Die An- und Ablegemanöver werden nicht von einem herkömmlichen Bugstrahlruder, sondern von einem in den Schiffsboden eingelassenen Schottelpropeller mit fester Steigung unterstützt.
Die eisverstärkten Rümpfe wurden in Sektionsbauweise zusammengefügt. Die festen Aufbauten der Schiffe sind ganz achtern angeordnet.
Der kastenförmige einzelne Laderaum (box-shaped) mit einem Rauminhalt von 4666 m3 ist 56,55 Meter lang und 10,20 Meter breit. Er ist für den Transport von Containern und Schwergut verstärkt und hat vier versetzbare Schotten, die auch als Zwischendeck eingesetzt werden können. Verschlossen wird der Laderaum von hydraulisch betätigten Faltlukendeckeln. Die Schiffe wurden ohne Ladegeschirr abgeliefert.

## Schiffe (Auswahl)
| Schiffe des Typs Peenestrom | Schiffe des Typs Peenestrom | Schiffe des Typs Peenestrom | Schiffe des Typs Peenestrom | Schiffe des Typs Peenestrom      | Schiffe des Typs Peenestrom |
| Bauname                     | Bau- nummer                 | IMO-Nr.                     | Baujahr                     | Auftraggeber                     | Umbenennungen und Verbleib |
| --------------------------- | --------------------------- | --------------------------- | --------------------------- | -------------------------------- | --- |
| Katharina D.                | 402                         | 9006265                     | 1992                        | Löwer Schiffahrts GmbH, Senden   | Emsbroker, 2000: Katharina D, 2006: Mermerdelen, 2022: Ocean 3, 2023: Fatma S                                                    |
| Sunrise                     | 403                         | 9006289                     | 1992                        | Manfred Lauterjung, Emden        | Black Sea, Sunrise, Stadt Wilhelmshaven, 2005: Black Sea, 2013: Vitin                                                            |
| Saturn                      | 404                         | 9006291                     | 1992                        | Manfred Lauterjung, Emden        | 2000: Saturn, 2002: MSC Bahamas, 2003: Saturn, 2005: White Sea, 2009: Saturn I, 2011: Falkbris, 2024: Marion Anita               |
| Uranus                      | 405                         |                             | 1992                        | Manfred Lauterjung, Emden        | - |
| Marcel                      | 406                         |                             | 1993                        | Arpa Shipping, Rosendaal         | - |
| Ursa                        | 407                         | 9006320                     | 1993                        | Hegemann Schiffahrts KG, Wolgast | Ilse K. Scorpius, Ursa, Stadt Wilhelmshaven, 2000: Ilse K, 2007: Esteilse, 2011: Ilse, 2019: Else, 2023: TQ Trabzon, 2024: Lotus |
| Elke K.                     | 408                         |                             | 1993                        | W. Krohn Schiffahrts GmbH, Wien  | TVG Bremen, Elke K. |
| Aries                       | 409                         |                             | 1994                        | Hegemann Schiffahrts KG, Wolgast | - |
| Elisabeth K.                | 410                         |                             | 1994                        | W. Krohn Schiffahrts GmbH, Wient | - |
| Scorpius                    | 411                         |                             | 1994                        | Hegemann Schiffahrts KG, Wolgast | Scorpio, Lamego |
| Bettina K.                  | 412                         | 9006370                     | 1994                        | W. Krohn Schiffahrts GmbH, Wien  | 2014: Celtic Ambassador, 2020: Ambassador S                                                                                      |
| Corona                      | 413                         |                             | 1994                        | Hegemann Schiffahrts KG, Wolgast | Marianne K. |
| Stefan K.                   | 414                         |                             | 1995                        | W. Krohn Schiffahrts GmbH, Wien  | - |